# Biographisches Lexikon der hervorragenden Ärzte aller Zeiten und Völker
Das Biographische Lexikon der hervorragenden Ärzte aller Zeiten und Völker ist ein erstmals gegen Ende des 19. Jahrhunderts herausgegebenes Lexikon mit Biographien bedeutender Mediziner. Das erstmals 1885 von August Hirsch in mehreren Bänden herausgegebene Werk (Redaktion: Ernst Gurlt) wurde Anfang der 1930er Jahre in zweiter, durchgesehener und ergänzter Auflage von den Medizinhistorikern Franz Hübotter und Hermann Vierordt bearbeitet.
Das Nachschlagewerk zählt zu der von der Deutschen Nationalbibliothek gemeinsam mit anderen Bibliotheken und Bibliothesverbünden erarbeiteten Liste der fachlichen Nachschlagewerke für die Gemeinsame Normdatei (GND). Die dortige Zitierform ist Hervorr. Ärzte 1880 (veraltet: (aaa)).
Das in Wien und Leipzig sowie in München und Berlin über den Verlag Urban & Schwarzenberg edierte Lexikon erschien zudem in dritter und bisher letzter Auflage, durchgesehen und ergänzte von Hübotter, Vierordt und Wilhelm Haberling, auch als fotomechanischer Nachdruck (so Mansfield Centre 2002) in fünf Bänden und einem Ergänzungsband mit Nachträgen.